# Чирянка-крихітка
Чирянка-крихітка (Nettapus) — рід гусеподібних птахів родини качкових (Anatidae). Представники цього роду мешкають в Африці, Азії і Австралазії.

## Опис
Чирянки-крихітки є найменшими представниками родини качкових. Їх довжина становить 27-38 см, розмах крил 48-60 см. Середня вага самців становить 255-495 г, самиць 185-439 г.

## Види
Виділяють три види:
- Чирянка-крихітка африканська (Nettapus auritus)
- Чирянка-крихітка індійська (Nettapus coromandelianus)
- Чирянка-крихітка чорношия (Nettapus pulchellus)

З раннього пліоцену Мексики відомі скам'янілості, які відносять до неописаного виду чирянок-крихіток.

## Етимологія
Наукова назва роду Nettapus походить від сполучення слів дав.-гр. νηττα — качка і πους — стопа.